# Премьер (рудник)
Премьер (англ. Premier Mine) — подземный алмазный рудник, приватизированный организацией Petra Diamonds. Рудник находится в городе Куллинан, в 40 км восточнее от Претории, в провинции Гаутенг, Южно-Африканская Республика. Рудник был открыт в 1902 году. В ноябре 2003 года рудник был переименован в Куллинанский Алмазный рудник (англ. Cullinan Diamond Mine).
Рудник приобрёл известность после нахождения здесь в 1905 году алмаза Куллинана, самого крупного и дорогого алмаза в мире. За всё время было добыто более 750 алмазов весом более 100 каратов (20 г). Около четверти всех алмазов весом больше 400 каратов (80 г) было добыто именно на этой шахте. Кроме того, тут добывается большинство голубых бриллиантов мира.

## Известные алмазы

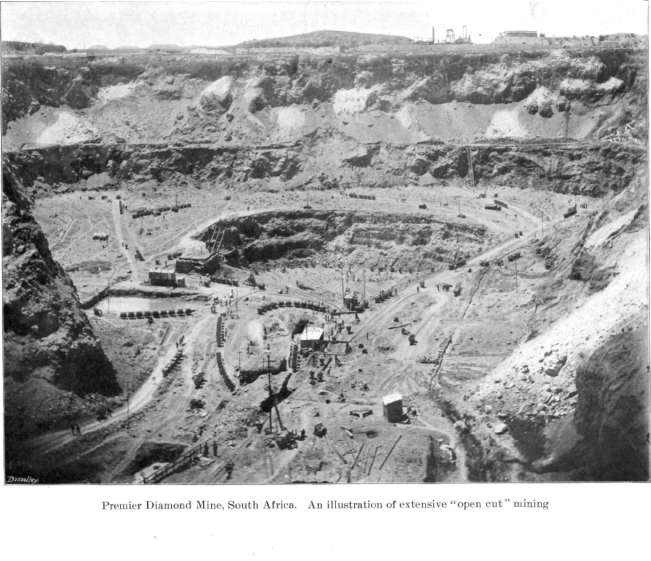
Рудник Премьер, фотография до 1903 года

Алмаз Куллинан — самый крупный и дорогой алмаз в мире. Вес алмаза составляет 3106,75 каратов (621,350 г), размер — 100х65х50 мм. Алмаз был найден Фредериком Уэллсом 23 января 1905 года. Драгоценный камень был назван в честь алмазного магната Томаса Куллинана.
Кроме Куллинана, в шахте были добыты другие крупные алмазы. Например:
- Премьерская роза[англ.], 353 карата (70,6 г), необработанный
- Ниархос, 426 каратов (85,2 г), необработанный
- Столетний[англ.], 275 каратов (55 г), необработанный
- Золотой юбилей[англ.], 755 каратов (151 г), необработанный
- Тейлор-Бартон[англ.], 69 каратов (13,8 г), обработанный

В мае 2008 года, был найден сверкающий щитовидный алмаз весом 101,27 карат (20,254 г), размером с шарик для пинг-понга. У алмаза было 92 грани. Алмаз был продан за более чем 6 200 000 долларов США на аукционном доме Кристис в Гонконге. Это самый крупный бесцветный бриллиант, появившийся на аукционе за последние 18 лет, сообщает Christie's. На аукционе было продано лишь три алмаза весом больше 100 каратов (20 г). Все они были проданы в Женеве.
В сентябре 2009 года был найден алмаз весом 507 каратов (101,4 г). Камень был одним из 20 самых высококачественных алмазов когда-либо найденных. 26 февраля 2010 года компания Petra Diamonds продала алмаз за 35 300 000 долларов, самую большую цену, за которую был продан алмаз.
18 апреля 2013 года был найден голубой бриллиант весом 25,5 каратов (5,10 г). Цена камня может превышать 10 000 000 долларов. Эта находка повлияла на рост цен акций Petra Diamonds. 
Аналогичный 26,6-каратный (5,32 г) голубой алмаз, получивший позднее название Голубая луна Жозефины, добытый в мае 2009 года, после обработки был приобретен на Сотбис за 9,5 млн долларов.
21 января 2014 года был найден другой алмаз, весом 29,6 карат (5,92 г), ценой от 15 до 20 млн долларов.